# 자유통일당
자유통일당(自由統一黨, Liberty Unification Party)은 대한민국의 기독교 계열 보수정당이다.
창당 당시에는 '기독자유당'(基督自由黨, Christian Liberty Party)이라는 이름으로 창당하였으나, 2020년 3월 6일에 '기독자유통일당'(基督自由統一黨, Christian Liberty Unification Party)이라는 명칭으로 변경하였다. 이후 2021년 6월 14일에는 '국민혁명당'(國民革明黨, National Revolutionary Party)으로 명칭을 변경하여 기독교인을 넘어 다른 종교 교파도 당원으로 받으며 영역을 확장하였다. 2022년 자당의 대선후보를 내세웠으나 국가의 미래를 위하여 자진사퇴하고 윤석열 국민의힘을 지지하였다. 2022년 대선이 끝난 후 2022년 4월 6일에 '자유통일당'으로 명칭을 변경하였다.

## 연혁
- 국민혁명당은 동성결혼과 차별금지법을 반대하며 이슬람 등을 반대하는 정책을 가진다. 《사이비종교특별금지법》을 제정하여 이단 심판을 할 것을 주장하며, 또한 개신교 근본주의를 표방하고 있다. 당의 강령과 당의 홍보 등에서도 공공연히 정교 분리 원칙의 제외를 요구하여 국교를 인정하지 않고 정치와 종교 분리를 정한 헌법에 위반되는 활동을 하고 있다. 2016년 3월에 더불어민주당 출신의 이윤석 의원이 입당하면서 잠시 원내 정당이 되었지만 제20대 총선에서 한 석도 건지지 못하여 다시 원외정당이 되었다. 또한 동성결혼 반대로 인해 관련 단체들에게 비판을 받았다.[1] 기독자유당이 주장하는 동성애와 무슬림 등에 대한 혐오 등과 관련하여 법조계에서는 '위헌적’이라는 데 동의하면서도 "정당 해산에 이를 만큼 위헌적이지는 않다"며 다만 "민사상 불법행위로 손해배상 청구 대상이 될 수는 있겠다."는 의견이 지배적이다.[2]

- 2020년 1월 31일에는 김문수 전 경기도지사, 전광훈 대한예수교장로회대신복원총회 총회장이 자유통일당을 창당했다. 고영일 기독자유당 대표는 기독자유통일당은 대한민국 제21대 국회의원 선거에서 자유통일당의 위성정당으로서 비례대표 정당으로 참여하겠다고 밝혔다.[3] 2020년 3월 22일에는 공천권 갈등으로 인해 우리공화당에서 탈당한 김문수가 합류했다.

- 2020년 3월 23일에 미래통합당의 공천 결과에 반발하여 탈당한 이은재 의원이 입당하여 4년 만에 다시 원내정당이 되었다. 하지만 이은재 의원의 불자 이력이 발견되면서 개신교 우파 정당인 기독자유통일당의 정체성에 맞지 않는다는 지적이 제기되었다. 이은재 의원과 기독자유통일당 측은 이 의원은 개신교회에서 집사로 오랫동안 활동 중이며, 집사로 활동한 사실을 확인하고 공천했다고 해명하였으나 이중종교 논란이 계속됐다. 결국 기독자유통일당은 이은재 의원을 비례대표 후보 공천 과정에서 제외시켰고[4], 이에 반발한 이은재 의원이 탈당하여 한국경제당에 입당하면서 다시 원외정당이 되었다.

- 2021년 대통령 4.15총선에서 전국지지율이 이전선거에서의 지지율과 비교할 때 전라도 지역에서 현저하게 낮게 발표된것에 사전선거의 투표조작이 의심된다며 소송의 제기하였다.

- 2021년 6월 14일에는 가칭 '국민혁명당' 창당을 추진하고 있던 전광훈 총회장이 기존의 기독자유통일당을 개편하면서 국민혁명당으로 이름을 바꿨다. 이에 따라 전광훈은 국민혁명당 대표로 취임하게 되었다. 현재 가입자수는 약 14,000~2만명이다.

- 20대 대선에서는 2021년 10월 11일-14일 경선을 거쳐[5][6] 김경재 전 한국자유총연맹 총재를 대선 후보로 선출했다.[7][8] 그러나 11월 30일 재정 지원 문제와 윤석열 국민의힘 후보와의 단일화를 놓고 김경재 후보가 전광훈 대표와 이견을 드러내면서 김경재와 전광훈 간의 갈등이 생겨났다.[9] 결국 12월 3일 국민혁명당에서는 13일 대선후보 지명을 위한 전당대회를 열 것을 알렸고,[10] 12월 8일 김경재 후보는 탈당을 선언했다.[11] 국민혁명당은 12월 13일에 고영일을 후보로 추대했다. 그러나 고영일은 2022년 2월 12일에 정권 교체를 위한 야권 후보 단일화를 촉구하는 성명을 발표하고 자진 사퇴했다.[12][13] 국민혁명당에서는 국가의 미래를 위하여 윤석열 국민의힘 후보를 지지한다고 밝혔다.

- 2022년 3월 6일, 대통령선거인 3일전 너알아tv에서 전광훈 국민혁명당대표는 부정선거 조작 가능성을 언급하며 1961년 3.15부정선거 당시 최인규 내무부장관은 부정선거에 관여한 협의로 사형이 선고되었다고 언급하며, 부정선거관련하여 결정적인 양심선언을 할 경우 일인당 10억을 주겠다고 공언하였으며 선거개표기 관련자의 양심선언자에게 100억을 주겠다고 공언하였다. [특별 인터뷰] 부정선거 증거 속출!! 4.19 혁명 준비하자!! - 고영일 부대표 2022.03.06.

이에 앞서 몇개월전 유튜브 신의한수의 신혜식은 개인 방송에서 부정선거를 언급하면서 부정선거감시운동을 벌이는 국민혁명당 전광훈대표를 이야기하면서 부정선거관련 내부고발자에게 10억원의 현상금을 줄 것을 제안하였다. 그에 대한 응답이라고도 볼 수 있다. 이는 친 더불어민주당 소속 관계자들을 주요 요직에 앉히며 부정선거의 판을 깔어놓은 더불어민주당과 선거관리위원회에 대한 공개 경고라 할 수 있다. 하지만, 이런 부정선거에 대한 의혹은 대부분 가짜뉴스에 기인한 선동적인 주장에 불과하다.
- 2022년 4월 6일에 자유통일당으로 명칭을 변경하였다. 2024년 3월 7일, 황보승희 의원이 입당하면서 원내에 입성했다.[15] 그러나 제22대 총선에서 한 석도 건지지 못하여 다시 원외정당이 될 예정이다.

### 역대 로고

기독자유당 시절의 로고
기독자유통일당 시절의 로고
국민혁명당 시절의 로고

## 조직도

### 역대 당대표
| 대수     | 이름            | 임기                               |
| 초대     | 전광훈 (全光焄) | 2022년 4월 10일 - 2022년 10월 25일 |
| 2대      | 고영일 (高榮一) | 2022년 10월 25일 - 2024년 2월 8일  |
| 3대      | 장경동 (張坰東) | 2024년 2월 8일 - 2024년 7월 25일   |
| 권한대행 | 김종대 (金鐘大) | 2024년 12월 12일 - 현재            |

- 당대표 권한대행 : 김종대
- 사무총장 : 이종혁

### 원내대표
| 국회 | 대수 | 이름                | 임기                             |
| 21대 | 초대 | 황보승희 (皇甫承希) | 2024년 3월 8일 - 2024년 5월 29일 |

## 주요 선거 기록

### 대통령 선거
| 연도   | 선거 | 후보자 | 득표 | 득표율      | 결과 | 당락 |
| ------ | ---- | ------ | ---- | ----------- | ---- | ---- |
| 2025년 | 21대 | 구주와 | -    | \| \| 0% \| | -    | 사퇴 |
|        | 0%   |        |      |             |      |      |

### 국회의원 선거
|  | 0% |

|  | 2.63% |

|  | 0% |

|  | 0% |

|  | 1.83% |

|  | 0% |

|  | 0% |

|  | 2.26% |

|  | 0% |

## 같이 보기
- 기독자유민주당